# Comuna Tarasivka, Polohî
Tarasivka (în ucraineană Тарасівка) este o comună în raionul Polohî, regiunea Zaporijjea, Ucraina, formată din satele Andriivske, Romanivske, Șevcenkove și Tarasivka (reședința).

## Demografie
Componența lingvistică a comunei Tarasivka
     Ucraineană (95,85%)
     Rusă (3,89%)
     Alte limbi (0,12%)
Conform recensământului din 2001, majoritatea populației comunei Tarasivka era vorbitoare de ucraineană (95,85%), existând în minoritate și vorbitori de rusă (3,89%).